# Horace-François Sébastiani

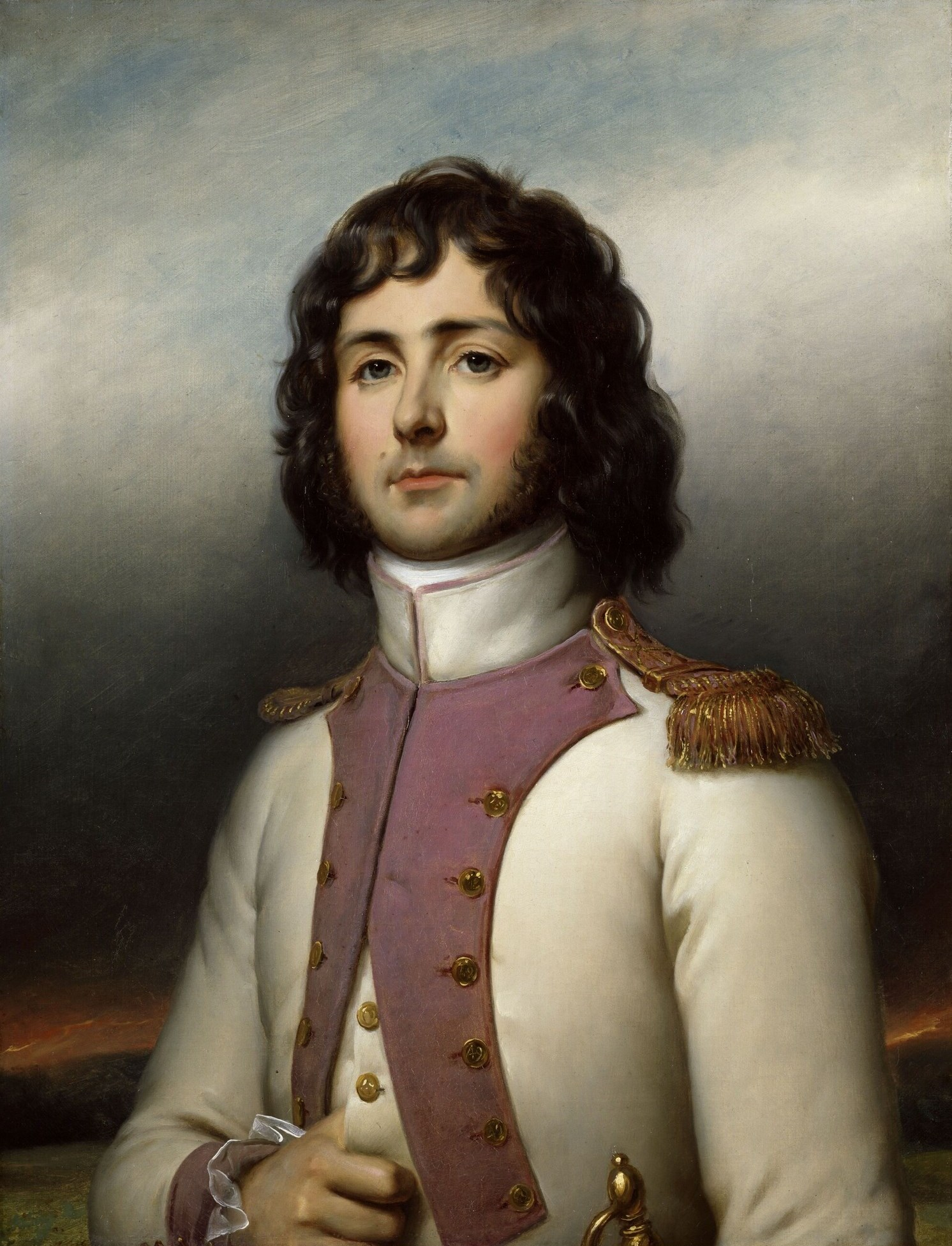
Horace-François Sébastiani in der Uniform des 17e régiment d’infanterie, Porträt von Jean-Baptiste Paulin Guérin

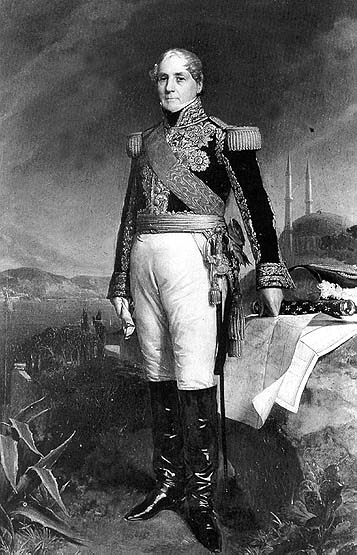
Horace-François Sébastiani.

Horace-François-Bastien, comte Sébastiani de la Porta (* 10. November 1772 in La Porta bei Bastia auf Korsika; † 20. Juli 1851) war ein französischer Diplomat, Staatsmann und Marschall von Frankreich.

## Leben
Sebastiani trat 1792 in die französische Armee ein und wurde 1796 zum Chef de bataillon und 1799 zum Colonel befördert.
Nachdem er Napoleon bei dem Staatsstreich vom 18. Brumaire als Befehlshaber der Dragoner wesentliche Dienste geleistet hatte, nahm er 1800 an der Schlacht von Marengo teil und ging nach dem Frieden von Amiens als Gesandter Napoleons nach Konstantinopel, Ägypten, Syrien und die Ionischen Inseln. 1803 trat er als Général de brigade wieder in die Armee ein.
In der Schlacht bei Austerlitz schwerverwundet, wurde er danach zum Général de division befördert und im Mai 1806 als Gesandter nach Konstantinopel geschickt, wo er Selim III. zur Kriegserklärung an Russland überreden konnte und die Bemühungen des englischen Admirals Duckworth zurückwies.
Weiterhin bewog er den Sultan Selim III. dazu, am 24. August 1806 den Gospodar der Walachei, Konstantin Ypsilantis, abzusetzen, was zugleich dessen Enthauptung zur Folge gehabt hätte. Er warf ihm eine ausgeprägte prorussische Haltung vor. Aufgrund des Drucks des russischen Kaiserreichs wurde Konstantin jedoch wenig später wiedereingesetzt.
1809–11 stand er in Spanien, siegte bei Ciudad Real und Almonavid und eroberte Granada und Málaga. 1812 führte er den Vortrab der Grande Armée und zog mit den ersten französischen Truppen in Moskau ein.
1813 wurde er in der Völkerschlacht bei Leipzig verwundet, schlug sich in der Schlacht bei Hanau mit seiner Division durch, hatte hierauf an der Spitze des 5. Armeekorps das linke Rheinufer zu decken, musste aber 1814 in die Champagne zurückweichen und zeichnete sich an der Spitze der Gardekavallerie bei Reims und in der Schlacht bei Arcis-sur-Aube aus.
Nach Napoleons Abdankung erhielt er trotz seiner Unterwerfung keine Anstellung und trat 1815 während der Herrschaft der Hundert Tage als Deputierter des Departements Aisne in die Kammer ein. Mit Lafayette und anderen Mitgliedern begab er sich nach der Schlacht bei Waterloo ins Lager der Verbündeten, um den Frieden zu vermitteln, und schiffte sich, da seine Bemühungen zugunsten Napoleons vergeblich waren, nach England ein.
1816 kehrte er nach Frankreich zurück und wurde auf Halbsold gestellt. 1819 in die Kammer gewählt, trat er auf die Seite der liberalen Opposition. Nach der Julirevolution von 1830 wurde ihm am 11. August das Marineministerium und am 17. November das der auswärtigen Angelegenheiten anvertraut.
Am 1. April 1834 zurückgetreten, wurde er Gesandter in Neapel und 1835–40 in London. Zum Marschall von Frankreich ernannt, nahm er fortan nur noch an den Verhandlungen der Kammer Anteil, in der er seit 1835 Ajaccio vertrat. Er starb am 20. Juli 1851 und wurde im Caveau des Gouverneurs der Cathédrale Saint-Louis-des-Invalides in Paris beigesetzt.
Er war mit Antoinette-Françoise-Jeanne de Coigny verheiratet und hatte eine Tochter. Seine Tochter Fanny Altaria Rosalba wurde am 17. August 1847 von ihrem Gatten, dem Herzog von Praslin, ermordet.
Sébastianis Bruder war Jean-André-Tiburce Sébastiani.

## Ehrungen
Sein Name ist am Triumphbogen in Paris in der 34. Spalte eingetragen.